# Muro de Jericó
El Muro de Jericó era un muro de protección defensiva o contra inundaciones de la etapa de Precerámica neolítica A que surgió aproximadamente 8000 años antes de Cristo.
Una de las paredes fue excavada por sir Charles Warren en 1868 a petición del Fondo de Exploración de Palestina. El entró a través de los ladrillos de barro de la pared sin darse cuenta de lo que era, lo que sugiere que había poco interés en el sitio. Ernest Sellin y Carl Watzinger excavaron Jericó entre 1907 y 1909 y encontraron los restos de dos muros que inicialmente sugirieron apoyaban el relato bíblico. Más tarde se revisó esta conclusión y sus hallazgos fueron fechados en la Edad del Bronce media (1950-1550 a. C). El sitio fue excavado de nuevo por John Garstang entre 1930 y 1936, que volvió a plantear la idea de que los restos de la pared superior eran los descrito en la Biblia. Kathleen Kenyon reanudó extensas excavaciones entre 1952 y 1958 y no encontró una muralla defensiva de la Edad de Bronce tardía o de cerámica.
Quizás el descubrimiento más importante fue la evidencia que la primera pared sugerida por Kenyon era del 8000 AC basado en datación por radiocarbono en el 7825 a. C. Está rodeada y protegida de un asentamiento neolítico que contenía una comunidad organizada de entre 2000 y 3000 personas.